# АЦ-4,2-130

АЦ-4,2-130

АЦ-4,2-130 — автомобіль-цистерна для перевезення нафтопродуктів.
Випускався на шасі автомобіля ЗІЛ-130 Волгоградським заводом нафтового машинобудування імені Петрова з 1963 року по 1970 рік, з 1963 року випускався також Благовіщенським арматурним заводом. Відмінність у розмірах незначна. Призначений для перевезення нафтопродуктів густиною не більш 0,86 г/см3.
Цистерна — калібрована, еліптичного перерізу, виготовлена з листової сталі. Автомобіль обладнаний двома майданчиками обслуговування, двома футлярами для рукавів, поручнями та шухлядою для інвентарю та запчастин.

## Технічні характеристики
| Параметр | Параметр | Характеристика                                                                           | Характеристика                                                                           |
| --- | --- | ---------------------------------------------------------------------------------------- | ---------------------------------------------------------------------------------------- |
| Експлуатаційний обсяг цистерни, л                                                                                          | Експлуатаційний обсяг цистерни, л                                                                                          | 4200                                                                                     | 4200                                                                                     |
| Власна маса автомобіля, кг                                                                                                 | Власна маса автомобіля, кг                                                                                                 | 4700                                                                                     | 4700                                                                                     |
| Повна маса, кг | на передню вісь | 2650                                                                                     | 8604                                                                                     |
| Повна маса, кг | на задню вісь | 5954                                                                                     | 8604                                                                                     |
| Власна маса цистерни з обладнанням, кг                                                                                     | Власна маса цистерни з обладнанням, кг                                                                                     | 950                                                                                      | 950                                                                                      |
| Габаритні розміри автомобіля, мм                                                                                           | довжина | 6566                                                                                     | 6566                                                                                     |
| Габаритні розміри автомобіля, мм                                                                                           | ширина | 2428                                                                                     | 2428                                                                                     |
| Габаритні розміри автомобіля, мм                                                                                           | висота | 2672                                                                                     | 2672                                                                                     |
| Розміри перетину цистерни, мм                                                                                              | ширина | 1600                                                                                     | 1600                                                                                     |
| Розміри перетину цистерни, мм                                                                                              | висота | 960                                                                                      | 960                                                                                      |
| Насос | Насос | СВН-80, самовсмоктуючий вихровий                                                         | СВН-80, самовсмоктуючий вихровий                                                         |
| Привід насоса | Привід насоса | від двигуна автомобіля через коробку передач, коробку відбору потужності і карданний вал | від двигуна автомобіля через коробку передач, коробку відбору потужності і карданний вал |
| Час повного спорожнення цистерни, за допомогою насоса, хв                                                                  | Час повного спорожнення цистерни, за допомогою насоса, хв                                                                  | 10                                                                                       | 10                                                                                       |
| Час зливу з цистерни самопливом через трубопровід і зливний шланг діаметром 65 мм, довжиною 6 м із закритою горловиною, хв | Час зливу з цистерни самопливом через трубопровід і зливний шланг діаметром 65 мм, довжиною 6 м із закритою горловиною, хв | 17                                                                                       | 17                                                                                       |
| Число шлангів діаметром 65 мм, довжиною 3 м                                                                                | Число шлангів діаметром 65 мм, довжиною 3 м                                                                                | 2                                                                                        | 2                                                                                        |
| Протипожежні приналежності, шт.                                                                                            | вогнегасник типу ОУ-2 | 2                                                                                        | 2                                                                                        |
| Протипожежні приналежності, шт.                                                                                            | заземлюючий клин | 1                                                                                        | 1                                                                                        |
| Протипожежні приналежності, шт.                                                                                            | заземлюючий штепсельна розетка і шнур з двома виделками                                                                    | 1                                                                                        | 1                                                                                        |
| Протипожежні приналежності, шт.                                                                                            | заземлюючий ланцюг постійного заземлення                                                                                   | 1                                                                                        | 1                                                                                        |